# マリメッコ

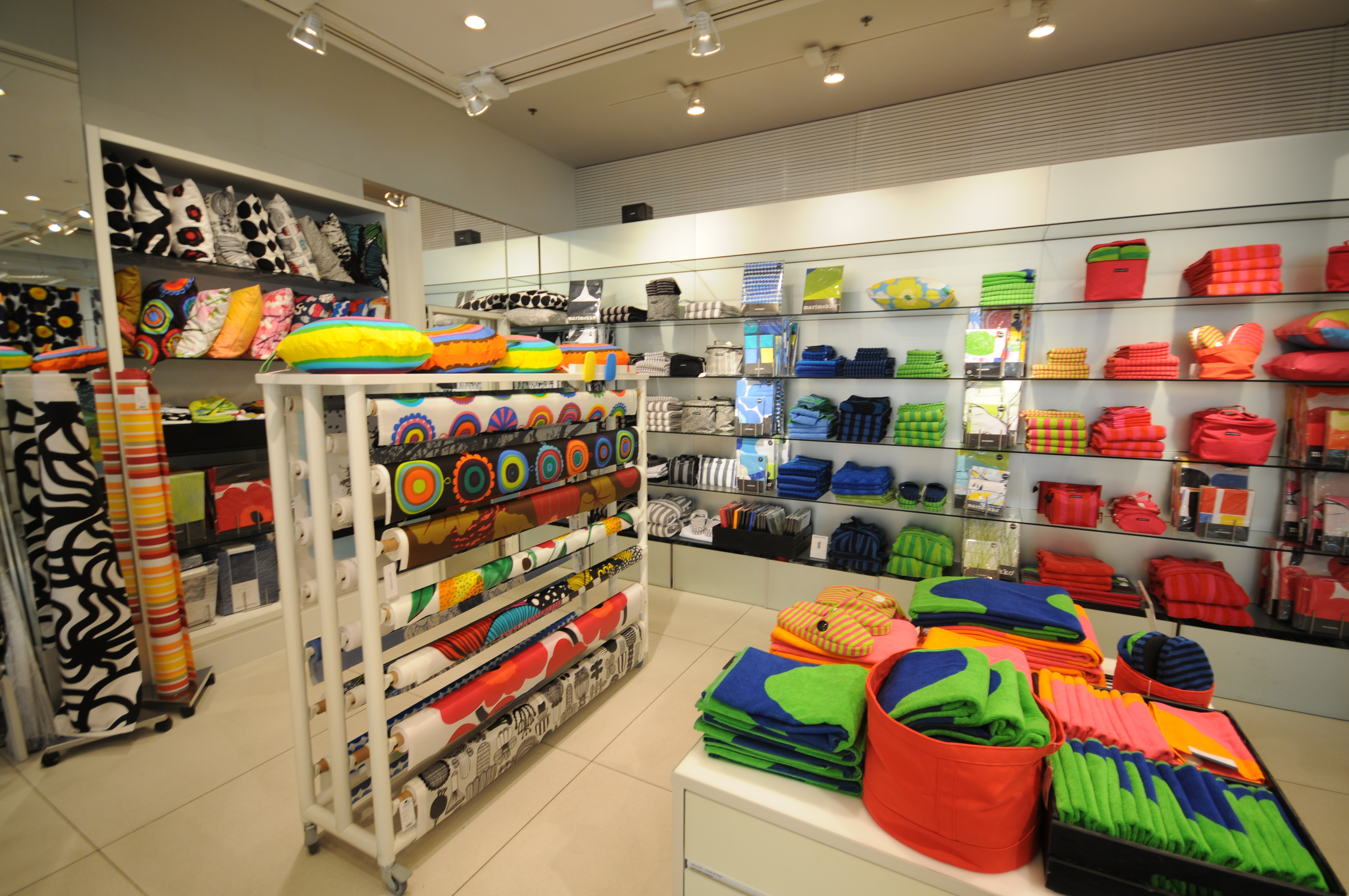
ヘルシンキの店舗

マリメッコ (Marimekko Oyj) は、フィンランドのアパレル企業で、同社が展開するファッションブランド名 (marimekko) でもある。鮮やかな色の大胆なプリント柄をデザインした商品ラインナップが特徴。
婦人服・紳士服・子供服のほか、鞄、インテリア用品や食器などの生活雑貨も手がける。日本ではルックが取り扱っている。

## 歴史

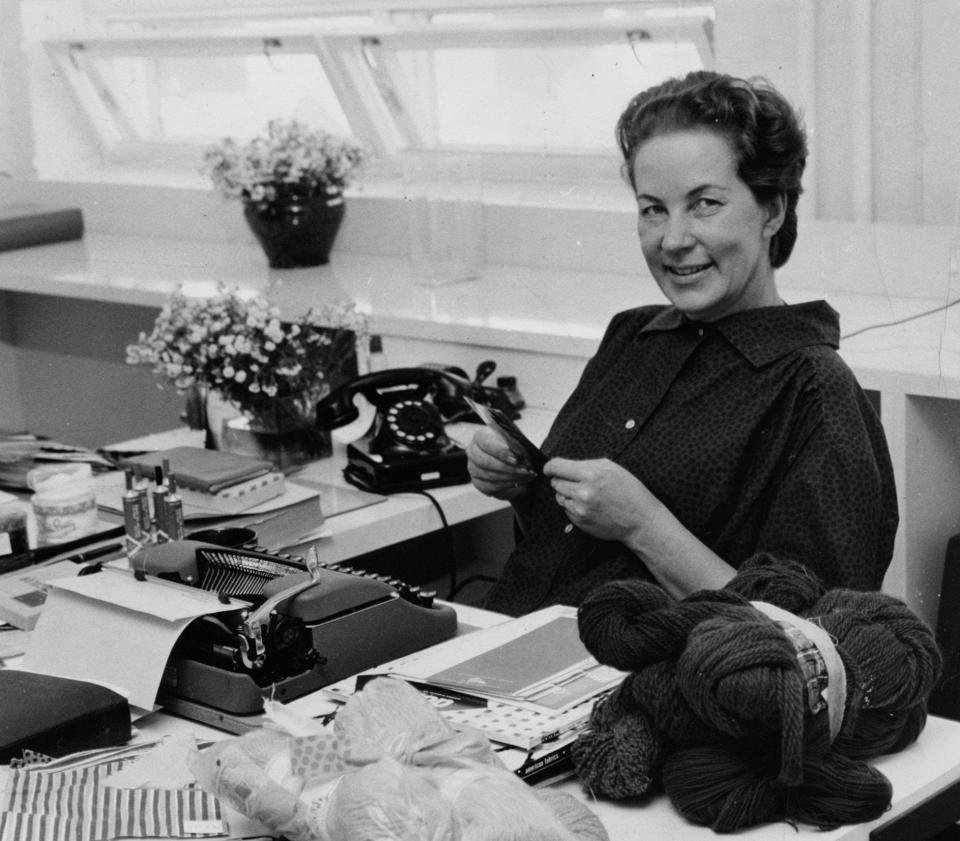
アルミ・ラティア（1959年）

マリメッコの創業者はアルミ・ラティア (Armi Ratia) とその夫ヴィリヨ (Viljo Ratia) である。1949年にヴィリヨが買収していたオイルクロスとプリントファブリックの会社「Printex」に入社したアルミが、この会社の製品用に友人のデザイナーであるマイヤ・イソラへデザインを依頼したところ、出来上がってきたデザインは極めてカラフルで斬新なものであった。このデザインを活用するために、アルミらは新しい会社を興すことにし、1951年にマリメッコが設立された。社名は「マリのドレス」という意味で、アルミのミドルネーム「マリア」の短縮形「マリ」から取られている。
1952年には最初の直営店をオープン。1956年にはフィンランド国外への輸出が始まり、国際的にも認知されるようになっていった。とりわけ1960年のアメリカ大統領選挙で、ジョン・F・ケネディ候補夫人のジャクリーン・ケネディがマリメッコのドレスを愛用していたことが報道されたことで、アメリカでの知名度が急上昇した。
1970年代には設備の近代化や、ライセンス生産の拡大などで成長したが、創業者のアルミが1979年に死去し、1985年にはフィンランドの企業、アメア・グループに買収され、マリメッコは一時低迷の時期を迎えた。しかしその後、1991年にキルスティ・パーッカネンの率いるワーキデア (Wirkidea Oy) によって再び買収され、CEOに就任したパーッカネンの下で再建を果たした。2002年、ヘルシンキ証券取引所（現在のナスダック・ヘルシンキ）に株式上場（証券コード：MMO1V）。
2012年10月27日、上海で開催されたラディカル・デザインウィークにあわせて、マリメッコを代表するデザインのひとつである花柄の「ウニッコ」(Unikko)柄を特別塗装したフィンエアーのエアバスA340-300（機体記号：OH-LQD）が就航し、2017年9月受領のエアバスA350 XWB (A350-900) の11機目（機体記号：OH-LWL）には、マリメッコのデザインの第3弾として「キヴェット」(Kivet) 柄が施された。
2024年現在、マリメッコは世界各地に約170の店舗を持ち、オンラインストアは約38の国をカバーしている。主要な市場は北米・北欧・アジア太平洋地域であり、日本国内にも店舗がある。

## 主なデザイナー
- マイヤ・イソラ（1927年 - 1987年）
- ヴォッコ・ヌルメスニエミ（フィンランド語版）（1953年 - 1960年）
- アンニカ・リマラ（1960年 - 1982年）
- リストマッティ・ラティア（フィンランド語版）（1967年 - 1983年、1994年 - ）
- 脇阪克二（1968年 - 1976年、2001年）
- ペンッティ・リンタ（フィンランド語版）（1969年 - 1987年）
- 石本藤雄（1974年 - 2006年）
- マルヤ・スナ（フィンランド語版）（1979年 - 2005年）
- ミカ・ピーライネン（1994年 - ）
- サミ・ルオッツァライネン（2001年 - ）
- マイヤ・ロウカエリ（2003年 - ）
- アイノ＝マイヤ・メッツォラ（2006年 - ）
- パーヴォ・ハロネン（2011年 - ）